# ديفيد مورفي
ديفيد مورفي (بالإنجليزية: David Murphy)‏ (مواليد 1 مارس 1984 في هارتلبول - إنجلترا) لاعب كرة قدم إنجليزي يلعب حاليا لصالح نادي الدرجة الممتازة برمنغهام سيتي الإنجليزي منذ 2008 في مركز الظهير الأيسر .

## روابط خارجية
- ديفيد مورفي على موقع قاعدة بيانات كرة القدم.إي يو (الإنجليزية)
- ديفيد مورفي على موقع Soccerbase.com (لاعب) (الإنجليزية)
- ديفيد مورفي على موقع Soccerway.com (الإنجليزية)
- ديفيد مورفي على موقع عالم كرة القدم.نت (الإنجليزية)